# سنقر إينانج
سنقر إينانج (بالتركية: İnanç Sankur)‏أو حسام الدين سنقر إنانج (بالفارسية: حسام الدین سنقر اینانج) (توفي عام 1169) كان أميرًا سلجوقيًا للري منذ عام 1160 على أبعد تقدير حتى وفاته. وخلال السنوات الثماني التي قضاها في السلطة لعب دورًا رئيسيًا في الأحداث التي وقعت في شمال إيران.

## حياته المهنية
قبل تراجع سلطنة مرو السلجوقية، كانت مدينة الري جزءًا من أراضي السلطان أحمد سنجر. بعد القبض على سنجر عام 1153 من قبل عصابات الأوغوز المتمردين الأتراك، سقطت إمبراطوريته في حالة من الفوضى. في خضم هذا الوضع المرتبك، تمكن سنقر إينانج من أخذ الري بمساعدة الباونديين.
سرعان ما بدأ إينانج بالتدخل في شؤون سلاجقة همدان. بعد وفاة السلطان محمد بن محمود عام 1159، اختلف أمراء الولايات المجاورة حول من سيخلفه. وفي النهاية فاز مرشح إينانج سليمان شاه. طوال فترة حكم سليمان شاه، قدم له إينانج الدعم، لكن عدم كفاءة السلطان دفع الأمراء في النهاية إلى الإطاحة به ومطالبة أتابك أذربيجان، شمس الدين إيلدكز، ليحل محله أرسلان شاه.
وبناء على ذلك تم تنصيب أرسلان في همدان عام 1161. تمكن إيلديكز من الحصول على موافقة إينانج على هذه القضية بعد ترتيب زواج بين ابنه بهلوان وابنة إينانج، إينانج خاتون. ومع ذلك، واجه أرسلان مشاكل خاصة به، وفي النهاية ثار إينانج وتحالف من الأمراء الآخرين وساروا ضد همدان. هزمهم أرسلان وإيلديكز وجردبازو في المعركة، مما أجبر إينانج على الفرار.
بعد هزيمته، شق إينانج طريقه إلى أراضي الباونديين. ثم ذهب إلى بلاط شاه خوارزم ايل أرسلان الذي أمده بجيش وأعاده إلى شمال إيران. غزا إينانج المنطقة المحيطة بقزوين وزنجان في عام 1167/6، لكنه لم يتمكن من إحراز أي تقدم ضد السلاجقة أو إيلديكز، وكانت القوات الخوارزمية غير المنضبطة مكروهة من قبل السكان المحليين. انسحب إينانج إلى جرجان، لكنه كان قادرًا على حشد دعم الباونديين وتمكن بمساعدتهم من استعادة الري.
لم يدم انتصار إينانج في إعادة تأكيد موقفه طويلاً. في عام 1169 غزا إيلديكز وحاصر إينانج. بعد ذلك بوقت قصير، أقنع بعض غلامان إينانج بقتله. استولى إيلديكز على الري ومنحها لابنه بهلوان وترك وزيره لإدارة المدينة.